# Pierre Puy
Pour les articles homonymes, voir Puy et Puy (nom de famille).
 (juin 2009).
 (février 2009).
Pierre Puy fut conseiller au parlement de Paris sous Louis XI. Il est cité dans le roman Notre-Dame de Paris de Victor Hugo.

## Biographie
D'une illustre famille du Forez, il était le petit-fils de Barthélémy Puy, chancelier de Forez, et le neveu de Denis Puy, chancelier et garde des sceaux de Forez, décédé en 1430 et de Jean Puy, 15e doyen du chapitre de Notre-Dame de Montbrison, décédé en 1438.
Nommé Maître des requêtes au parlement de Paris le 19 septembre 1461, en remplacement de Jean Baillet, Il fut destitué de son poste en 1475, à la suite d'une invraisemblable aventure judiciaire. Il fut un des rares magistrats parisiens à l'être au cours de toute l'histoire du parlement de Paris.
Il vivait encore en 1500. Il avait épousé le 9 septembre 1464 Blanche d'Aurebruche, Vicomtesse d'Acy, fille de Robert et d'Anne de Francière.
Elle était veuve de Guillaume de Flavy, épousé en 1436 et qu'elle avait fait assassiner, et de Pierre de Louvain épousé en 1449 et qui fut assassiné par le frère de Guillaume de Flavy.
Très vite séparé d'avec sa femme, il réclamait la garde de son fils Louis âgé de 5 ans le 18 février 1473 par voie judiciaire. Il avait conseillé à ce dernier d'assassiner ses frères Louvain. Ces derniers ripostèrent en dénonçant Pierre Puy comme traitre à la solde de la Bourgogne. La dénonciation bien que fausse était crédible, parce que le premier mari de Blanche, Guillaume de Flavy avait été le gouverneur de Compiègne qui avait permis la capture de Jeanne d'Arc. 
Pierre Puy fut emprisonné pendant 7 ans. C'est à la suite de cette affaire qu'il fut destitué par ses pairs. Sa peine fut finalement commuée en bannissement.
Les frères Louvain enlevèrent le jeune Louis Puy et l’emmenèrent en Allemagne selon les textes.
Les Frères Louvain avaient bâti une forteresse à Linchamps près de Thilay (actuel département des Ardennes) sur la frontière avec l'empire. C'est probablement là que le jeune Puy fut séquestré.

## Sources
- Mémoire de la Société des antiquaires de Picardie tome IX(1863). Édité par JB Dumoulin à Paris et Lemer Ainé à Amiens.
- Lettres de Louis XI: lettre du 7 août 1479 de Presle donnant ordre d'expédier le procès pendant depuis 40 ans entre le Seigneur de Gaucourt, Me Pierre Puy et sa Femme.Arch Nat Xia 9318 fol 24
- Chronique de N.D. de Montbrison, F. Renon
- Prosopographie des gens du parlement, notice 2061, Popoff

- Lien externe https://books.google.fr/books?pg=PA419&id=NeMDAAAAYAAJ&output=html